# 메리 램버트
메리 램버트(Mary Lambert, 1989년 5월 3일 ~ )는 미국의 싱어송라이터이다.